# Idiochlora subexpressa
Idiochlora subexpressa là một loài bướm đêm trong họ Geometridae.